# Хоббит (мультфильм)
«Хоббит» (англ. «The Hobbit») — экранизация повести «Хоббит, или Туда и обратно» Джона Рональда Руэла Толкина. Режиссёры — Артур Ранкин (младший), Жюль Басс. Автор сценария — Ромео Мюллер. Производство — США и Япония, 1977 год.

## Сюжет
Сюжет фильма передаёт события книги «Хоббит, или Туда и обратно». Фильм начинается со сцены, где к хоббиту из Шира Бильбо Бэггинсу обращается волшебник Гэндальф с предложением помочь тринадцати гномам: Торину Дубощиту, Двалину, Балину, Кили, Фили, Дори, Нори, Ори, Оину, Глоину, Бифуру, Бофуру и Бомбуру — вернуть сокровища Одинокой Горы, которые были захвачены драконом Смаугом. Бильбо нанимают в качестве взломщика.

## Производство
Сюжет фильма достаточно близко следует книге (это считал достоинством сам сценарист Ромео Мюллер), однако некоторые детали всё-таки изменены: отсутствуют персонаж Беорн и всё, что связано с Аркенстоном, в Битве пяти воинств погибает значительно больше гномов, отправившихся вместе с Торином и Бильбо. Песни, звучащие в фильме (кроме песен «Величайшее приключение» и «Баллада хоббита»), написаны на стихах из книги.
Работа над картиной продолжалась пять лет. Анимацией занималась японская студия Topcraft (сотрудники которой в дальнейшем работали под руководством Хаяо Миядзаки), в результате манера прорисовки, а также внешний облик некоторых персонажей (например, Смауга и Голлума) напоминает классических персонажей аниме.

## Награды
Режиссёры фильмы были удостоены премии Peabody Award — престижной премии за выдающийся вклад в радио и телевидение. Фильм также был номинирован на «Хьюго» (в номинации «лучшая постановка»), но уступил «Звёздным войнам: Новой надежде».